# Санлурі
Санлурі (італ. Sanluri, сард. Seddori) — муніципалітет в Італії, у регіоні Сардинія, столиця провінції Медіо-Кампідано.
Санлурі розташоване на відстані близько 400 км на південний захід від Рима, 45 км на північний захід від Кальярі, 20 км на північний схід від Віллачідро.
Населення — 8543 особи (2014).
Щорічний фестиваль відбувається 31 травня. Покровитель — Nostra Signora delle Grazie.

## Демографія
Населення за роками:

Станом на 1 січня 2023 року в муніципалітеті офіційно проживав 161 іноземець з 36 країн, серед них 47 громадян країн Євросоюзу та 7 громадян України.

## Сусідні муніципалітети
- Фуртеї
- Лунаматрона
- Самассі
- Сан-Гавіно-Монреале
- Сардара
- Серраманна
- Серренті
- Віллачідро
- Вілламар
- Віллановафорру